# Taraxacum lagerkrantzii
Taraxacum lagerkrantzii — вид квіткових рослин з родини айстрових (Asteraceae). Вид зростає в Європі: Німеччина, Польща, Швеція; це багаторічна рослина помірних біомів.